# Martelange
Martelange (deutsch Martelingen; luxemburgisch Maartel) ist eine belgische Gemeinde im Arrondissement Arlon der Provinz Luxemburg und bildet mit den Ortsteilen Rombach-Martelingen und Obermartelingen der luxemburgischen Gemeinde Rambruch ein belgisch-luxemburgisches Doppeldorf.

## Grenzsituation mit Luxemburg
Die durch den Ort führende Nationalstraße N4 von Brüssel nach Arlon bildet auf einer Länge von 1,8 km die Staatsgrenze zu Luxemburg. Die Straße selbst sowie die Häuser im Westen liegen auf belgischem Staatsgebiet, die Häuser im Osten gehören zur luxemburgischen Gemeinde Rambruch. Da Kraftstoff, Alkohol, Tabak und Kaffee in Luxemburg günstiger sind, entstanden entlang der Straße auf der luxemburgischen Seite über ein Dutzend Tankstellen, die jedoch ausschließlich über die belgische Straße erreichbar sind.

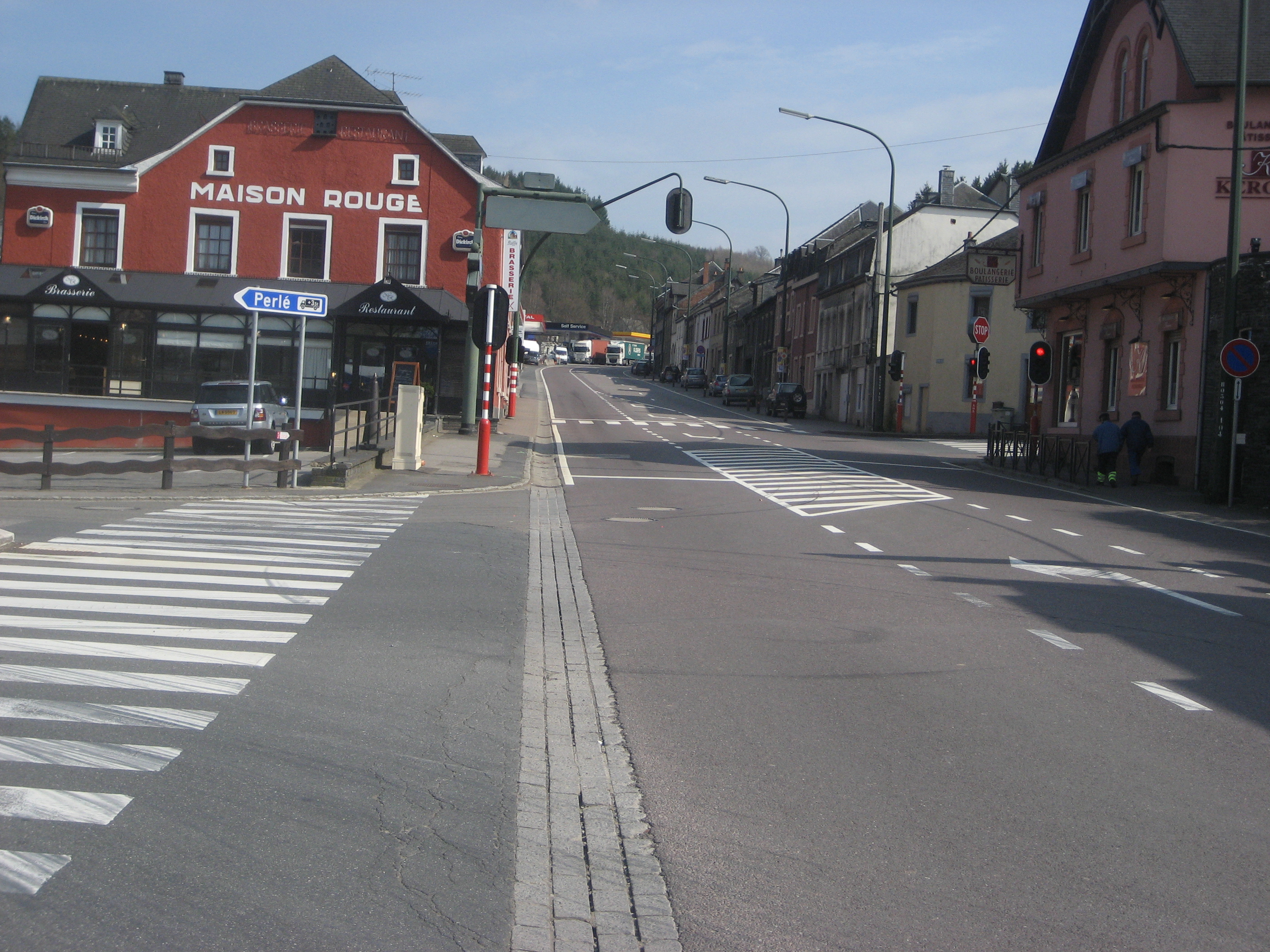
Grenze in Martelange (von Nord nach Süd gesehen). Straße und Häuser rechts sind belgisch, das Maison Rouge sowie die Tankstellen im Hintergrund liegen in Luxemburg.

## Geographie
Der Ort liegt an der oberen Sauer, die den Ort passiert.

## Geschichte
Erstmals urkundlich erwähnt wird „Martilingas“ in einer Besitzbestätigung des Lütticher Bischofs Walcaudus für das Kloster St. Hubert von 817 (Wampach UQB I, Nr. 58).

## Gemeindegliederung
Zur Gemeinde gehören folgende Ortsteile:
| amtlicher Name (franz.) | wallonischer Name | luxemburgischer Name | deutscher Name |
| ----------------------- | ----------------- | -------------------- | -------------- |
| Grumelange              | -                 | Greimel              | Greimlingen    |
| Martelange              | Måtlindje         | Maartel              | Martelingen    |
| Neuperlé                | -                 | Neipärel             | Neuperl        |
| Radelange               | -                 | Rädel                | Rädelingen     |

## Persönlichkeiten
- Joseph Netzer (* 1826 in Martelange; † 1901 in Arlon), Politiker und Bürgermeister von Arlon von 1880 bis 1901

## Trivia
Am 21. August 1967 ereignete sich in Martelange eine Gasexplosion durch den Unfall eines Tanklastzuges mit mehreren Toten, Verletzten und großem Sachschaden (siehe: Gasexplosion von Martelange).

## Einzelnachweise

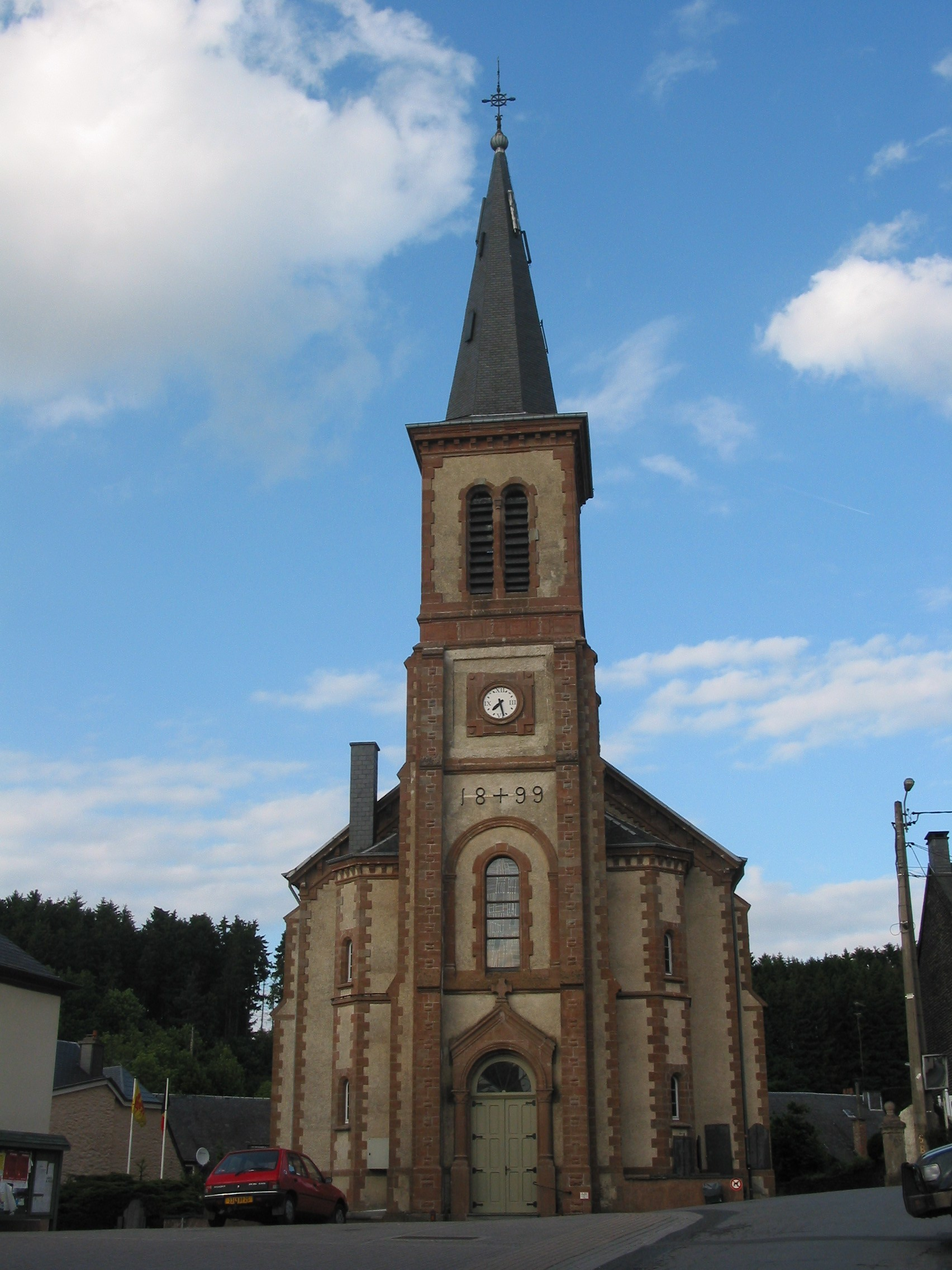
Kirche Sint-Martinus